# Crinia glauerti
Crinia glauerti (tên tiếng Anh: Glauert's Froglet) là một loài ếch trong họ Myobatrachidae. Chúng là loài đặc hữu của Úc.
Các môi trường sống tự nhiên của chúng là các khu rừng ôn hòa, sông, sông có nước theo mùa, đất ngập nước với cây bụi là chủ yếu, đầm nước, hồ nước ngọt, đầm nước ngọt, đất canh tác, vùng đồng cỏ, các đồn điền, vườn nông thôn, khu vực trữ nước, ao, hố lộ thiên, khu vực xử lý nước thải, và thảm thực vật di thực. Loài này đang bị đe dọa do mất môi trường sống.